# Дульный гранатомёт

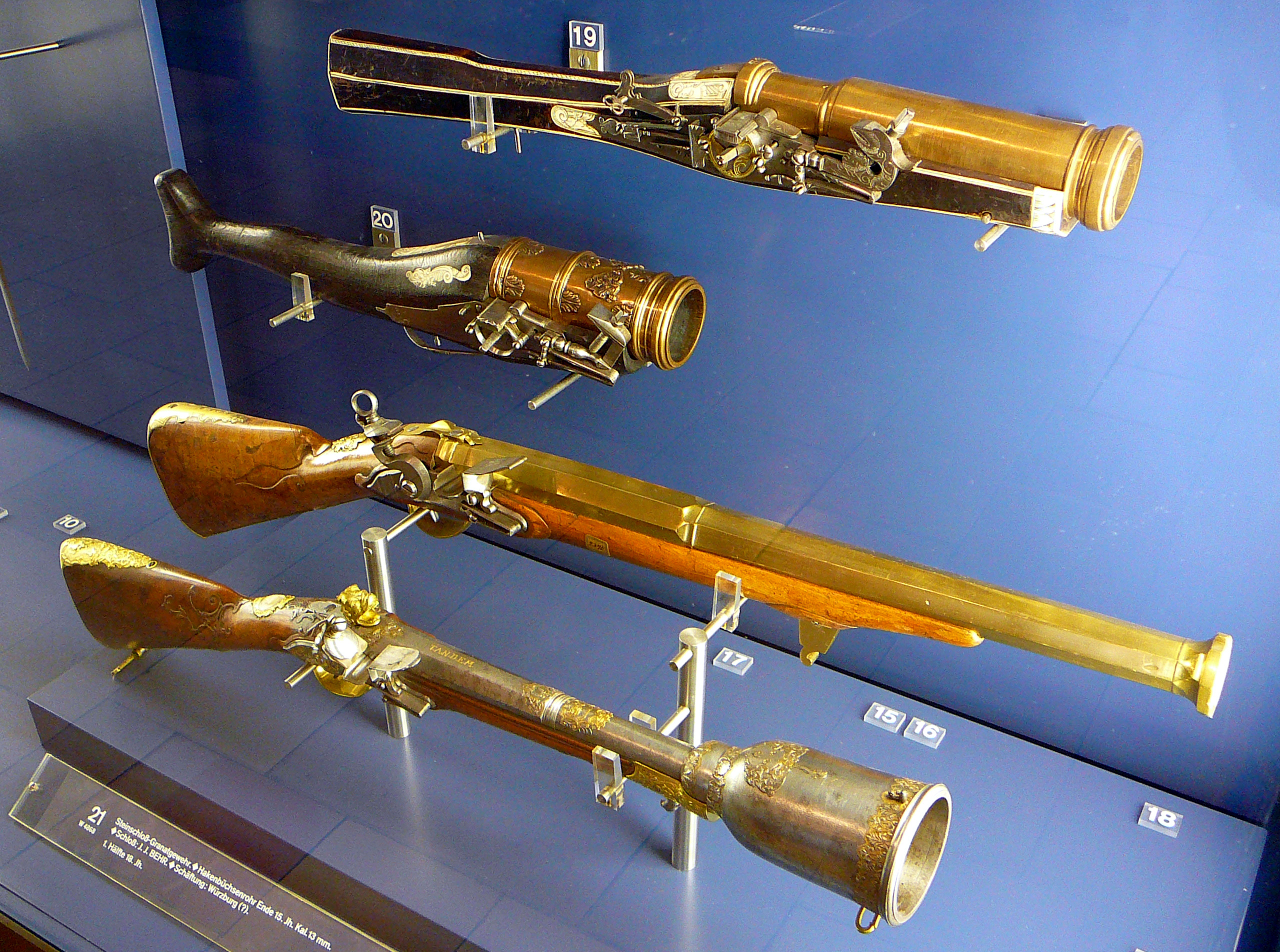
мортирки для отстрела гранат XVIII века

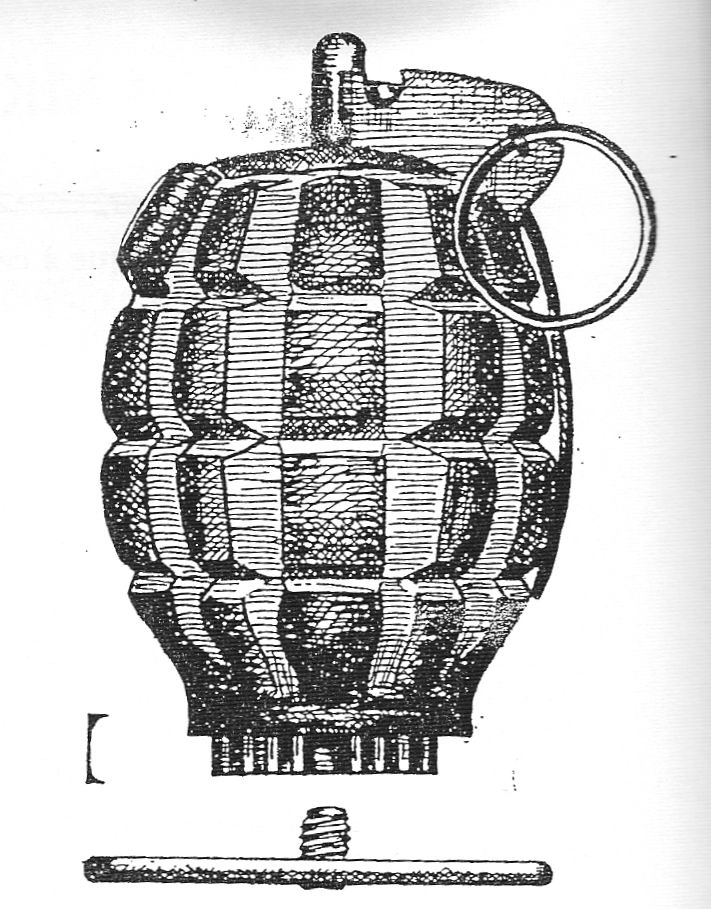

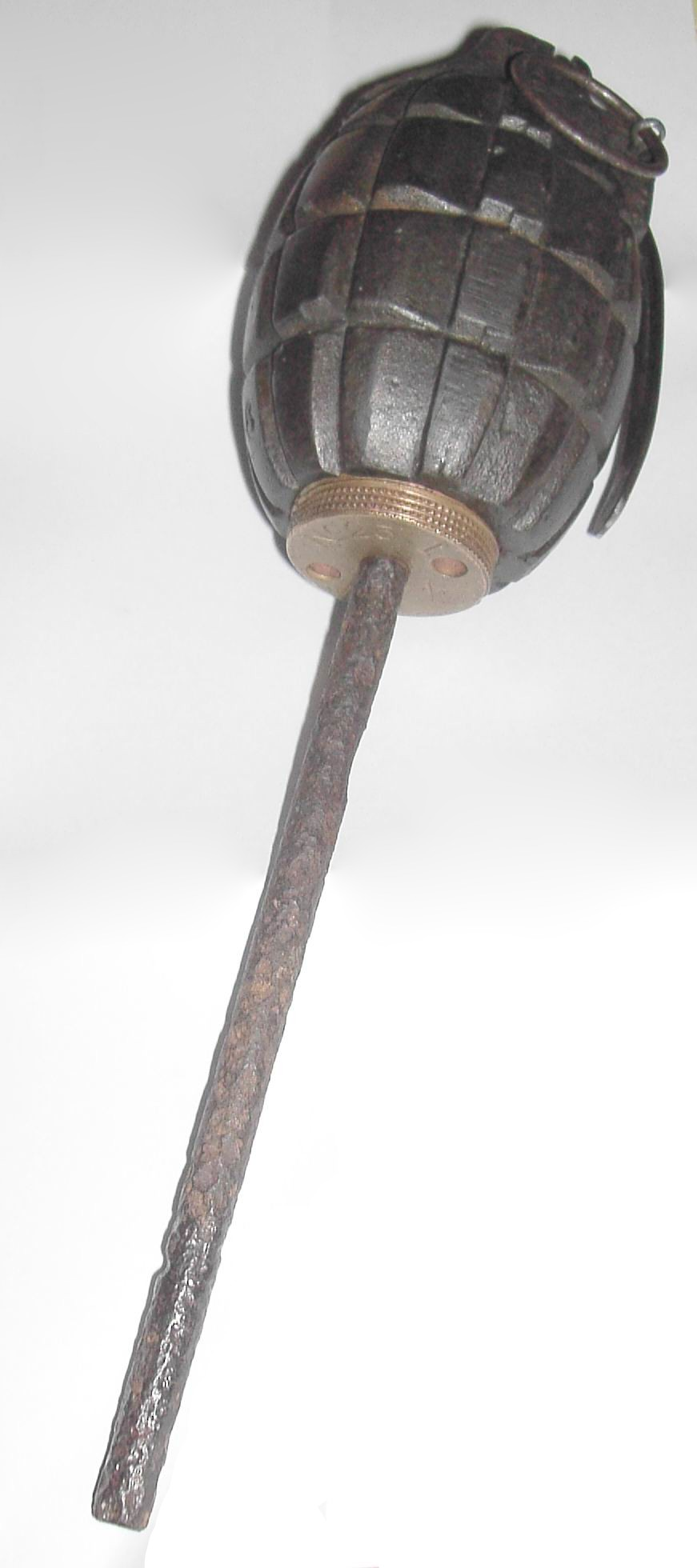
английская граната Mk.II, оснащенная шомполом

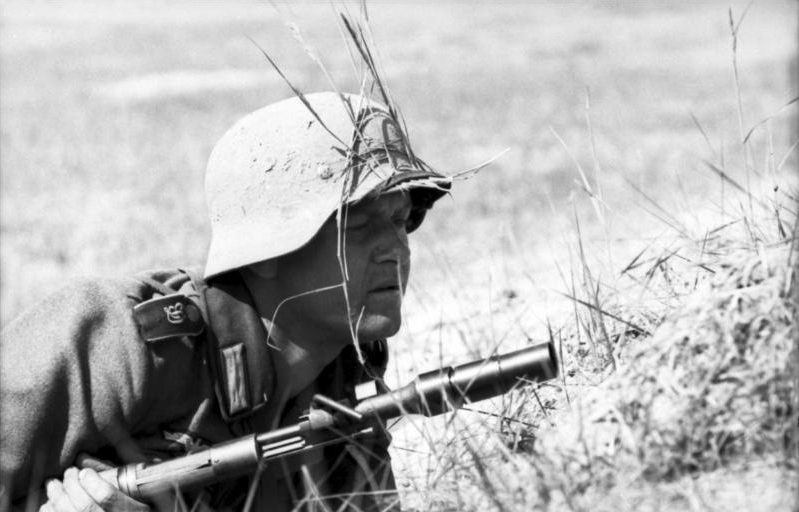
солдат дивизии «Великая Германия», вооружённый винтовкой Mauser 98k с гранатомётом (лето 1943 года)

Ружейный (винтовочный, дульный) гранатомёт — устройство для отстрела ружейных (винтовочных) гранат.

## История
Мортиры для отстрела ручных гранат появились на рубеже XVII—XVIII веков. Для метания использовались ручные мортирки, а также надевающиеся на ствол мушкета специальные воронки.
23 октября 1906 года в Болгарии были проведены испытания устройства для отстрела ручных гранат из винтовки Крнка с укороченным до 30 см стволом, на который крепилась цилиндрическая мортира. После испытаний в 1908—1913 гг. на вооружение болгарской армии поступил усовершенствованный образец, созданный на основе винтовки Бердана.
Широкое распространение винтовочные гранатомёты получили в ходе Первой мировой войны (после стабилизации линии Западного фронта и перехода к «окопной войне»).
Траншеи противоборствующих сторон нередко находились друг от друга на расстоянии, едва превышающем дальность броска ручной гранаты. Неудивительно, что солдаты стали изобретать способы, как метнуть гранату дальше обычного, чтобы поразить врага в окопе. К этим изобретениям относились и специальные пращи, и пружинные катапульты.
В дальнейшем, были предприняты попытки метания ручных гранат при помощи выстрела из винтовки.
Первоначально для этого бралась ёмкость со взрывчаткой, к которой присоединялся примитивный детонатор ударного типа и припаивался хвостовик из толстой проволоки (иногда для этого использовался старый шомпол). Хвостовик вставлялся в ствол винтовки, после чего производился выстрел холостым патроном. Энергия пороховых газов метала гранату на расстояние нескольких десятков метров — достаточно, чтобы поразить неприятельскую траншею. Винтовочные гранаты подобного типа — самодельные или изготовленные в мастерских войсковых частей, использовались в ограниченном количестве почти всеми основными участниками Первой Мировой.
Вскоре выяснилось, что хвостовик при выстреле повреждает поверхность канала ствола, так что винтовка становится малопригодной для стрельбы.
Поэтому в 1915 году во Франции был принят на вооружение гранатомёт VB.
В Великобритании разработали аналогичную мортирку, надеваемую на ствол винтовки Lee Enfield, которая снаряжалась ручной гранатой (при этом вынималась чека, а предохранительная скоба удерживалась особым выступом мортирки), после чего производился выстрел холостым патроном.
В Российской империи для отстрела гранат стали использовать трофейные австрийские винтовки.
В дальнейшем, винтовочные гранатомёты были разработаны для армий других стран мира.
В 1928 году в СССР был принят на вооружение гранатомёт Дьяконова, а в Италии — 38,5-мм гранатомёт Tromboncino Mo. 28 для винтовки Moschetto Mod. 91/28 TS.
В 1931 году в Японии была принята на вооружение граната «тип 91», которая могла использоваться в качестве ручной или отстреливаться из гранатомёта «тип 89».
В ходе войны в Испании (1936—1939 гг.) некоторое количество трехлинейных винтовок было переделано испанскими республиканцами для отстрела гранат (одна такая винтовка является экспонатом музея Museo de la Academia de Artillería).
В 1940 году в нацистской Германии был принят на вооружение 30-мм винтовочный гранатомёт Gewehrgranatgerät для карабина Mauser 98k, а в Японии — гранатомёт «тип 100».
В 1943 году в США приняли на вооружение гранатомёт М7 для винтовки M1 Garand.
В ходе Второй мировой войны 1939—1945 гг. винтовочные гранатомёты сохранялись на вооружении, но их значение уменьшилось в связи с развитием и распространением миномётов, изменением характера боевых действий, распространением в войсках бронетехники и безоткатных орудий, появлением противотанковых гранатомётов.
Тем не менее, они разрабатывались и выпускались в ряде стран мира.
Так, в 1948 году во Франции приняли на вооружение оснащённую винтовочным гранатомётом винтовку MAS-36 LG48.
После создания 4 апреля 1949 года военно-политического блока НАТО были утверждены стандарты НАТО, одним из которых предусматривалось введение стандартного 22-мм пламегасителя, обеспечивающего возможность отстрела винтовочных гранат (таким пламегасителем была оснащена винтовка FN FAL, а в дальнейшем — другие образцы стрелкового оружия стран НАТО).
В конце 1950-х в Италии была создана винтовка Beretta BM 59, а в Югославии — карабин Застава М59/66, в 1961 году в США приняли на вооружение винтовочный гранатомёт M76 к винтовке M14, в середине 1960-х годов в Португалии — гранатомёт Dilagrama m/65 для винтовки HK G3.
В 1960е годы начинается распространение в войсках стрелковых гранатомётов ружейно-пистолетного типа и подствольных гранатомётов (выполнявших функции винтовочных гранатомётов и ставших их альтернативой).

## Описание
Ружейные гранатомёты представляют собой мортирку, закрепленную на дульной части ствола огнестрельного оружия (обычно винтовки) и предназначенную для отстрела гранаты с помощью холостого или боевого патрона. Кроме того, винтовку оснащают квадрантом, угломером и сошками.
В первой половине 1950-х годов винтовочные гранатомёты обеспечивали ведение огня гранатами массой 400—500 грамм на дальность до 800 метров, основным типом боеприпасов являлись осколочные гранаты, оснащённые дистанционной трубкой.